# 嫩 (圣经人物)

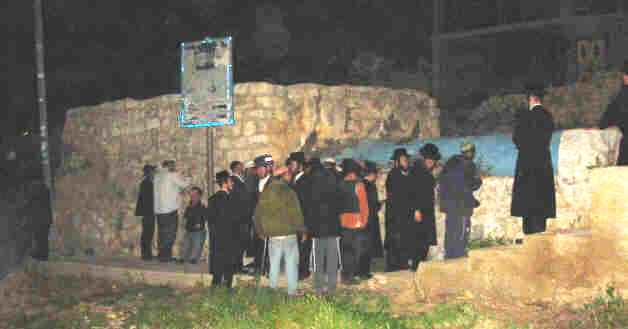
嫩的坟墓

嫩（希伯來語：‎，羅馬化：Nūn）是《希伯來聖經》中以法莲支派人物，是亚米忽的孙子，以利沙玛的儿子，約書亞的父亲（1 Chronicles 7:26–27）。嫩的坟墓位于他儿子约书亚的坟墓附近。